# Hanno Douschan
Hanno Douschan (Klagenfurt, 5 september 1989) is een Oostenrijkse snowboarder. Hij vertegenwoordigde zijn vaderland op de Olympische Winterspelen 2014 in Sotsji en op de Olympische Winterspelen 2018 in Pyeongchang.

## Carrière
Bij zijn wereldbekerdebuut, in januari 2010 in Kreischberg, scoorde Douschan direct wereldbekerpunten. Op de FIS wereldkampioenschappen snowboarden 2011 in La Molina eindigde hij als 22e op de snowboardcross. In december 2013 behaalde de Oostenrijker in Lake Louise zijn eerste toptienklassering in een wereldbekerwedstrijd. Tijdens de Olympische Winterspelen van 2014 in Sotsji eindigde Douschan als tiende op de snowboardcross.
In Kreischberg nam hij deel aan de FIS wereldkampioenschappen snowboarden 2015. Op dit toernooi eindigde hij als 39e op de snowboardcross. Tijdens de Olympische Winterspelen van 2018 in Pyeongchang eindigde de Oostenrijker als 27e op de snowboardcross. In maart 2018 stond Douschan in La Molina voor de eerste maal in zijn carrière op het podium van een wereldbekerwedstrijd.
Op de FIS wereldkampioenschappen snowboarden 2019 in Park City veroverde hij de zilveren medaille op de snowboardcross.

## Resultaten

### Olympische Winterspelen
| Jaar | Plaats      | Resultaten         |
| ---- | ----------- | ------------------ |
| 2014 | Sotsji      | 10e Snowboardcross |
| 2018 | Pyeongchang | 27e Snowboardcross |

### Wereldkampioenschappen
| Jaar | Plaats      | Resultaten         |
| ---- | ----------- | ------------------ |
| 2011 | La Molina   | 22e Snowboardcross |
| 2015 | Kreischberg | 39e Snowboardcross |
| 2019 | Park City   | Snowboardcross     |

### Wereldbeker
Eindklasseringen
| Seizoen   | Algm | SBX |
| --------- | ---- | --- |
| 2009/2010 | 273e | 69e |
| 2010/2011 | 59e  | 32e |
| 2011/2012 | –    | 41e |
| 2012/2013 | –    | 35e |
| 2013/2014 | –    | 27e |
| 2014/2015 | –    | 40e |
| 2015/2016 | –    | 20e |
| 2016/2017 | –    | 46e |
| 2017/2018 | –    | 17e |